# Bronzejador
Un  bronzejador o embrunidor és un cosmètic per bronzejar la pell sense sol o augmentar l'efecte d'aquest.
El bronzejador no té per què protegir dels raigs UV; per evitar les cremades s'utilitza el protector solar o fotoprotector.